# Dmitrij Konyšev
Dmitrij Borisovič Konyšev (in russo Дмитрий Борисович Конышев?, trasl. franc. Dmitri Konychev; Gor'kij, 18 febbraio 1966) è un dirigente sportivo ed ex ciclista su strada russo, sovietico fino al 1991. Professionista dal 1989 al 2006, in carriera ha vinto quattro tappe al Tour de France, quattro al Giro d'Italia, una alla Vuelta a España, oltre a tre titoli nazionali, uno sovietico e due russi; al Giro si è aggiudicato anche una classifica a punti e una dell'intergiro.
È padre di Alexander Konychev, anch'egli ciclista professionista.

## Carriera
Nato a Gor'kij (città che dal 1991 è tornata ad avere il nome di Nižnij Novgorod), si mette in mostra nelle categorie giovanili come astro nascente del ciclismo dell'Est europeo, risultando adatto a tutti i tipi di percorso. Nel 1987 vince il Gran Premio della Liberazione e il Gran Premio Palio del Recioto e l'anno seguente si aggiudica il Giro d'Italia dilettanti.
Debutta tra i professionisti nel 1989 nelle file dell'Alfa Lum, la squadra di Primo Franchini. Nel 1989 stupisce tutti al campionato del mondo di Chambéry dove, pur essendo un neoprofessionista, conclude al secondo posto, battuto solamente da Greg LeMond. Va nuovamente vicino al successo iridato al campionato del mondo di Benidorm del 1992, dove si piazza terzo superato in volata da Gianni Bugno e Laurent Jalabert. Nel 1990 si laurea campione sovietico e nel 1993 e 2001 campione russo.
Ha partecipato undici volte al Giro d'Italia concludendolo in sette occasioni, e conquistando quattro tappe, la maglia azzurra della Classifica intergiro e la maglia ciclamino della classifica a punti. In sei partecipazioni al Tour de France, concluso tre volte, si è aggiudicato quattro tappe riuscendo anche a vincere sul traguardo degli Champs-Élysées a Parigi. Ha concluso una sola volta la Vuelta a España in tre partecipazioni e centrato una vittoria di tappa.
Si è imposto in corse prestigiose come la Coppa Agostoni, il Giro dell'Emilia e due volte nella Coppa Sabatini ma non ha mai vinto una grande classica, pur riuscendo a salire sul gradino basso del podio dell'Amstel Gold Race nell'edizione 1992. Si è ritirato dall'attività agonistica nel 2006, a 40 anni. In diciotto stagioni da professionista ha vinto 38 corse su strada.
Nel 2007 inizia l'attività di direttore sportivo alla Tinkoff Credit Systems e nel 2009 passa nel Team Katusha, neonata squadra russa iscritta all'UCI ProTour, rimasta poi attiva per undici stagioni, fino a fine 2019. Dal 2020 è direttore sportivo del team Gazprom-RusVelo.

## Palmarès
- 1986 (dilettanti)

13ª tappa Coors Classic
- 1987 (dilettanti)

3ª tappa Österreich-Rundfahrt (Lienz > Kirchberg in Tirol)
Classifica generale Österreich-Rundfahrt
7ª tappa Tour de la Communauté Européenne
Classifica generale Giro delle Regioni
Gran Premio Palio del Recioto
Gran Premio della Liberazione
- 1988 (dilettanti)

Classifica generale Girobio
5ª tappa Giro delle Regioni (Chiusi > Spello)
- 1989 (Alfa Lum, tre vittorie)

2ª tappa Settimana Ciclistica Bergamasca (Peia > Peia)
Coppa Agostoni
Giro dell'Emilia
- 1990 (Alfa Lum, tre vittorie)

Campionati sovietici, Prova in linea
Gran Premio Industria e Artigianato
17ª tappa Tour de France (Lourdes > Pau)
- 1991 (TVM, tre vittorie)

3ª tappa Tirreno-Adriatico (Cerro al Volturno > Fossacesia)
19ª tappa Tour de France (Morzine > Aix-les-Bains)
22ª tappa Tour de France (Melun > Parigi/Champs-Élysées)
- 1992 (TVM, una vittoria)

6ª tappa Vuelta a Asturias (Cangas > Pola de Siero)
- 1993 (Jolly, tre vittorie)

Campionati russi, Prova in linea
5ª tappa Giro d'Italia (Paestum > Terme Luigiane)
12ª tappa Giro d'Italia (Dozza > Asiago)
- 1994 (Jolly, una vittoria)

1ª tappa Giro dei Paesi Bassi (Breda > Nieuwegein)
- 1995 (Aki, una vittoria)

Giro del Friuli
- 1996 (Aki, quattro vittorie)

1ª tappa Hofbrau Cup (Gerlingen > Gerlingen)
4ª tappa Hofbrau Cup (Esslingen sul Neckar > Stoccarda)
Classifica generale Hofbrau Cup
18ª tappa Vuelta a España (Benasque > Saragozza)
- 1997 (Roslotto, cinque vittorie)

Grand Prix de Wallonie
4ª tappa Vuelta a Murcia (Murcia > Mula)
6ª tappa Tirreno-Adriatico (Monte Urano > Montegranaro)
9ª tappa Giro d'Italia (Cava dei Tirreni > Castrovillari)
6ª tappa Tour de Pologne (Bielsko-Biała > Zakopane)
- 1998 (Mercatone Uno, una vittoria)

4ª tappa Vuelta a la Comunidad Valenciana (Sagunto > Segorbe)
- 1999 (Mercatone Uno, tre vittorie)

14ª tappa Tour de France (Castres > Saint-Gaudens)
Coppa Sabatini
Grand Prix de Fourmies
- 2000 (Fassa Bortolo, due vittorie)

7ª tappa Giro d'Italia (Peschici > Vasto)
Giro di Romagna
- 2001 (Fassa Bortolo, cinque vittorie)

Campionati russi, Prova in linea
Gran Premio di Civitanova Marche
Giro di Campania
5ª tappa Tour de Suisse (Widnau > San Gottardo)
Coppa Sabatini
- 2004 (LPR, due vittorie)

Tour du Lac Léman
4ª tappa, 1ª semitappa Euskal Bizikleta (Bidegoyan > Abadiño)
- 2005 (LPR, una vittoria)

1ª tappa Vuelta a Asturias (Oviedo > Llanes)

### Altri successi
- 1997 (Roslotto)

Classifica intergiro Giro d'Italia
- 1999 (Mercatone Uno)

Classifica scalatori Volta Ciclista a Catalunya 1999
- 2000 (Fassa Bortolo)

Classifica punti Giro d'Italia
- 2005 (LPR)

Classifica scalatori Settimana Internazionale di Coppi e Bartali

## Piazzamenti

### Grandi Giri
- Giro d'Italia

1989: ritirato (13ª tappa)
1990: 30º
1993: 26º
1994: ritirato (19ª tappa)
1995: ritirato (14ª tappa)
1996: non partito (17ª tappa)
1997: 37º
1998: 51º
2000: 57º
2001: 75º
2002: 103º
- Tour de France

1990: 25º
1991: 52º
1992: ritirato (17ª tappa)
1995: ritirato (12ª tappa)
1998: ritirato (10ª tappa)
1999: 62º
- Vuelta a España

1991: ritirato (5ª tappa)
1992: non partito (8ª tappa)
1996: 35º

### Classiche monumento
- Milano-Sanremo

1992: 84º
1993: 96º
1994: 11º
1995: 7º
1997: 24º
1998: 89º
2000: 20º
2001: 120º
2002: 82º
- Giro delle Fiandre

1991: 26º
1992: 16º
1993: 24º
1994: 12º
1997: 27º
2000: 13º
2002: 41º
- Parigi-Roubaix

1994: 37º
2000: 25º
- Liegi-Bastogne-Liegi

1992: 26º
1993: 33º
1995: 20º
1997: 52º
2000: 70º
- Giro di Lombardia

1993: 9º
1994: 4º
1995: 19º
1996: 12º
1999: 5º

### Competizioni mondiali
- Campionati del mondo

Chambery 1989 - In linea: 2º
Utsunomiya 1990 - In linea: 30º
Benidorm 1992 - In linea: 3º
Oslo 1993 - In linea: 50º
Agrigento 1994 - In linea: 5º
Duitama 1995 - In linea: 7º
Lugano 1996 - In linea: ritirato
San Sebastián 1997 - In linea: ritirato
Verona 1999 - In linea: 9º
Plouay 2000 - In linea: ritirato
Lisbona 2001 - In linea: ritirato
Zolder 2002 - In linea: 19º
Hamilton 2003 - In linea: 14º
Verona 2004 - In linea: 25º
- Giochi olimpici

Atlanta 1996 - In linea: 13º
Sydney 2000 - In linea: 10º